# Noel Neill

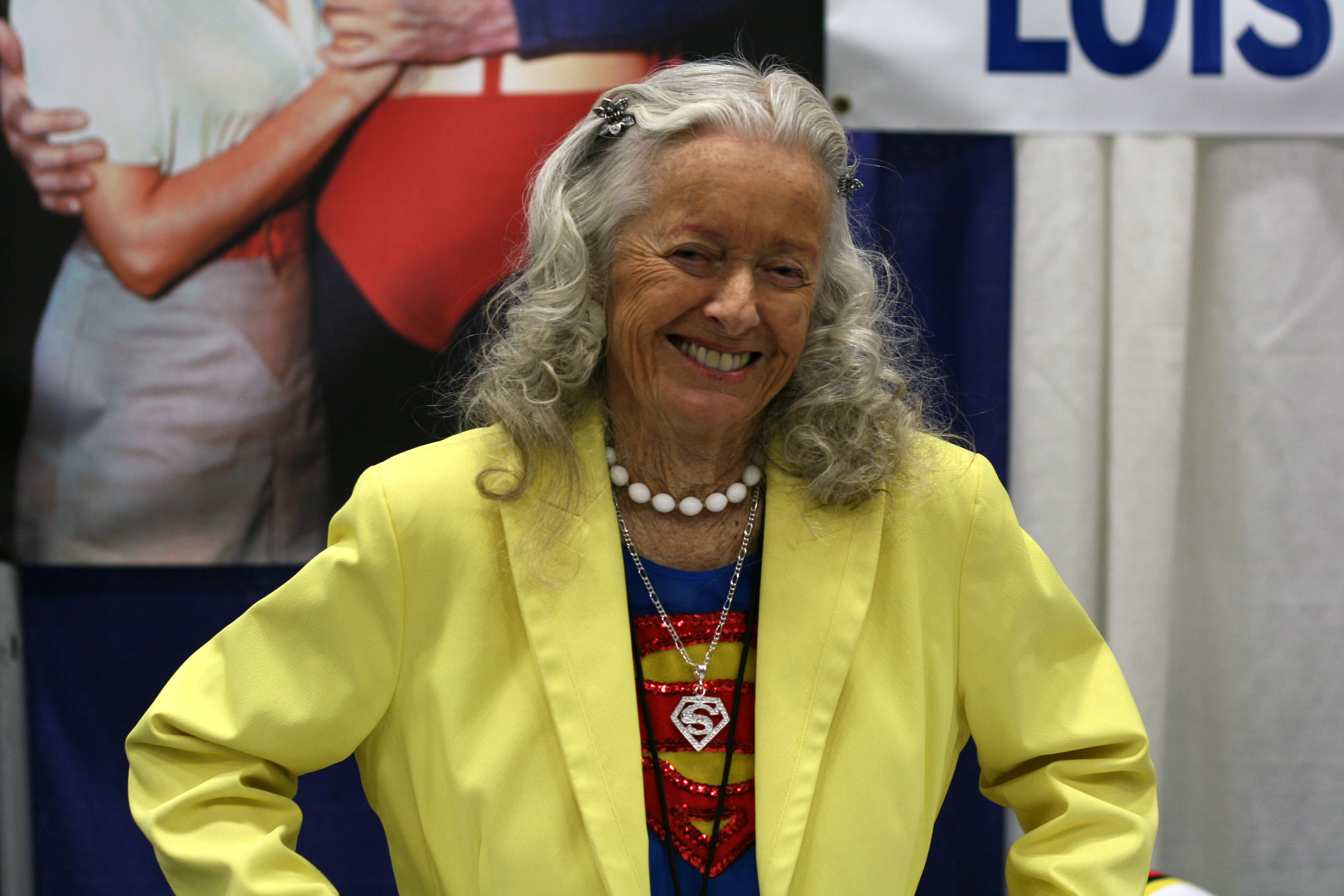
Noel Neill (2008)

Noel Neill (* 25. November 1920 in Minneapolis, Minnesota; † 3. Juli 2016 in Tucson, Arizona) war eine US-amerikanische Schauspielerin, die vor allem mit ihrer Rolle als erste Darstellerin Lois Lanes in Superman-Filmen bekannt wurde.

## Filmrollen
Noel Neill war die erste Schauspielerin, die die Rolle der Lois Lane in Kino und Fernsehen darstellte. Dabei war sie in Filmen Superman (1948), Atom Man vs. Superman (1950), sowie in den Staffeln zwei bis sechs der Serie Superman – Retter in der Not (1953–1958) zu sehen (in der ersten Staffel war Phyllis Coates die Darstellerin).
1946 war sie in der Filmkomödie College Queen in der Rolle der Cindy Harris zu sehen. Des Weiteren spielte sie in Nebenrollen in Spiel mit dem Tode sowie in Ein Amerikaner in Paris, wurde jedoch bei beiden Filmen nicht im Abspann erwähnt.
In Superman (1978) hatte sie eine Gastrolle als Lois Lanes Mutter, zusammen mit dem ersten Superman-Darsteller Kirk Alyn als deren Vater. 2006 spielte sie Gertrude Vanderworth, die im Sterben liegende Frau zu Beginn des Films Superman Returns.
Noel Neill starb am 3. Juli 2016 im Alter von 95 Jahren nach langer Krankheit in ihrem Haus in Tucson, Arizona.

## Sonstiges
2010 wurde in Metropolis im US-Bundesstaat Illinois eine Lois-Lane-Statue enthüllt, welche nach Noel Neill modelliert wurde.

## Filmografie (Auswahl)
- 1940: Mad Youth
- 1942: Henry and Dizzy
- 1944: Here Come the Waves
- 1946: Die blaue Dahlie (The Blue Dahlia)
- 1946: College Queen
- 1946: Junior Prom
- 1948: Spiel mit dem Tode (The Big Clock)
- 1948: Superman (Filmserial)
- 1948: Are You with It?
- 1949: Die Brüder aus Missouri (The James Brothers of Missouri)
- 1950: Atom Man vs. Superman (Filmserial)
- 1951: Ein Amerikaner in Paris (An American in Paris)
- 1951: U-Kreuzer Tigerhai (Submarine Command)
- 1952: Die größte Schau der Welt (The Greatest Show on Earth)
- 1952: Invasion gegen U.S.A. (Invasion U.S.A.)
- 1953: Blondinen bevorzugt (Gentleman Prefer Blondes)
- 1953–1958: Superman – Retter in der Not (Adventures of Superman, Fernsehserie, 78 Folgen)
- 1978: Superman
- 2004: Surge of Power
- 2006: Superman Returns